# Argentinosaurus
Argentinosaurus var en stor dinosaurus der levede i Sydamerika i den sene kridttid, for omkring 97 til 94 millioner år siden.
Der er kun fundet få rester af dyret, og der er derfor knyttet en del usikkerhed til dyrets størrelse. Det blev oprindeligt anslået at have haft en længde på op til 30-35 meter, men nyere estimater anslår længden til mellem 22 og 26 meter. Dyrets vægt anslås at have været mellem 60-80 tons, og derved en af de største dinosaurer der nogensinde har levet på jordkloden.